# アレックス・ケンドリック
アレックス・ケンドリック（Alex Kendrick、1970年7月11日 - ）は、アメリカ合衆国の俳優、脚本家、映画監督。

## 参加作品
- レジェンド・オブ・メダリオン -時空を越えた秘密の島- - 出演
- ファーザーズ - 出演/監督/脚本
- ファイアー･ストーム - 脚本/製作/監督
- フェイシング・ザ・ジャイアント - 出演/製作/編集/監督/脚本/音楽
- 大人の女子会・ナイトアウト - 出演
- 祈りのちから - 脚本/製作/監督
- 赦しのちから - 出演/脚本/製作/監督/編集